# Heleophryne hewitti
Espèce
Statut de conservation UICN

 EN B1ab(iii) : En danger
Heleophryne hewitti est une espèce d'amphibiens de la famille des Heleophrynidae.

## Répartition
Cette espèce est endémique du Cap-Oriental en Afrique du Sud. Elle se rencontre de 400 à 550 m dans les monts Elandsberg.

## Étymologie
Cette espèce est nommée en l'honneur de John Hewitt.

## Publication originale
- Boycott, 1988 : Description of a new species of Heleophryne Sclater, 1899 from the Cape Province, South Africa (Anura: Heleophrynidae). Annals of the Cape Provincial Museums, Natural History, vol. 16, p. 309-319.